# Elecciones presidenciales de Polonia de 1995
Las elecciones presidenciales de Polonia de 1995 fueron las terceras elecciones presidenciales de la Tercera República Polaca, y las segundas elecciones presidenciales directas de la historia polaca. La elección fue disputada por diecisiete candidatos, tres de los cuales se retiraron antes de las elecciones para apoyar otras candidaturas. Los dos principales contendientes eran el presidente en funciones Lech Wałęsa, apoyado por el sindicato Solidaridad y varios partidos de centro y centroderecha, y Aleksander Kwaśniewski, del partido Socialdemocracia de Polonia, apoyado por un gran frente de izquierda conocido como Alianza de la Izquierda Democrática (que posteriormente conformaría un partido político unificado). Otras candidaturas destacables eran Jacek Kuroń, que había sido Ministro del Trabajo y Política Social durante la transición a la democracia, y el ex Primer ministro Jan Olszewski.
En la primera vuelta de las elecciones, realizada el 5 de noviembre de 1995, Kwaśniewski obtuvo mayoría simple con el 35% de los votos, aventajando por dos puntos a Wałęsa, que obtuvo el 33%. La participación fue de casi 65%, aumentando casi un 12% con respecto a las anteriores elecciones. Como ninguno de los candidatos había obtenido una mayoría clara, se programó una segunda vuelta entre Kwaśniewski y Wałęsa para el 19 de noviembre. El resultado fue una victoria para Kwaśniewski, que obtuvo el 51.72% de los votos contra el 48.28% de Wałęsa. La participación aumentó al 68.23%, hasta la fecha la participación más alta en una elección presidencial polaca.

## Antecedentes
El mandato de cinco años del Presidente Wałęsa, elegido el 9 de diciembre de 1990, comenzó el 22 de diciembre de 1990 y debía terminar el 22 de diciembre de 1995. Según la constitución, Józef Zych, el Mariscal del Sejm, convocó el voto popular para el 5 de noviembre, Las reglas electorales de esa época correspondían al Tratado Constitucional de 1992 y siguen aplicándose a este día. Con derecho a voto, todos los ciudadanos elegibles para votar en las elecciones parlamentarias estaban dotados del derecho pasivo de votar, y los que también habían cumplido 35 años de edad el día de la elección. Las nominaciones tenían que proporcionar apoyo escrito a por lo menos cien mil ciudadanos electores. Si en el primer día de la elección ningún candidato obtuviera la mayoría necesaria de más del 50% de los votos emitidos, debería tener lugar una segunda vuelta de elecciones dos semanas después de la primera jornada electoral. Los dos candidatos que hubieran recibido el mayor número de votos en la primera votación (la elección) serían admitidos. La determinación de la validez de la elección fue responsabilidad del Tribunal Supremo y de la toma de posesión del Presidente de la Asamblea Nacional.
El resultado de la "solidaridad" partidos políticos movimiento fueron incapaces de ponerse de acuerdo antes de la elección de una persona y propuso varios candidatos, el número de los cuales, como resultado de las conversaciones de negociación bajo los auspicios del prelado Józef Mayor ( "Convención sobre la Santa Catalina") únicamente se ha reducido sustancialmente. Por otra parte, Aleksander Kwaśniewski, el presidente del partido, estaba cerca.

## Primera vuelta
| Resultados de la 1ra vuelta |                                                                     |            |            |
| Candidato                   | Partido                                                             | Votos      | Porcentaje |
| Aleksander Kwaśniewski      | Alianza de la Izquierda Democrática (Sojusz Lewicy Demokratycznej)  | 6 275 670  | 35,11      |
| Lech Wałęsa                 | Independiente (Solidaridad) (Solidarność)                           | 5 917 328  | 33,11      |
| Jacek Kuroń                 | Alianza de la Libertad (Unia Wolności)                              | 1 646 946  | 9,22       |
| Jan Olszewski               | Movimiento para la Reconstrucción de Polonia (Ruch Odbudowy Polski) | 1 225 453  | 6,86       |
| Waldemar Pawlak             | Partido Popular (Polonia) (Polskie Stronnictwo Ludowe)              | 770 417    | 4,31       |
| Tadeusz Zieliński           | Unión del Trabajo (Unia Pracy)                                      | 631 432    | 3,53       |
| Hanna Gronkiewicz-Waltz     | Independiente                                                       | 492 628    | 2,46       |
| Janusz Korwin-Mikke         | Unión de la Política Real (Unia Polityki Realnej)                   | 428 969    | 2,40       |
| Andrzej Lepper              | Autodefensa de la República de Polonia (Samoobrona RP)              | 235 797    | 1,35       |
| Jan Pietrzak                | Independiente                                                       | 201 033    | 1,12       |
| Tadeusz Koźluk              | Unión del Trabajo (Unia Pracy)                                      | 27 259     | 0,15       |
| Kazimierz Piotrowicz        | Independiente                                                       | 12 591     | 0,07       |
| Leszek Bubel                | Independiente                                                       | 6 825      | 0,04       |
| Votos válidos               | Votos válidos                                                       | 17.872.615 | 100.00     |
| Votos nulos                 | Votos nulos                                                         | 330.868    |            |
| Participación               | Participación                                                       | 18.203.218 | 64.70      |
| Registrados                 | Registrados                                                         | 28.136.332 |            |

## Segunda vuelta
| Resultados de la 2da vuelta |                                                                    |            |            |
| Candidato                   | Partido                                                            | Votos      | Porcentaje |
| Aleksander Kwaśniewski      | Alianza de la Izquierda Democrática (Sojusz Lewicy Demokratycznej) | 9 704 439  | 51,72      |
| Lech Wałęsa                 | sin partido (Solidaridad) (Solidarność)                            | 9 058 176  | 48,28      |
| Votos válidos               | Votos válidos                                                      | 18.762.615 | 100.00     |
| Votos nulos                 | Votos nulos                                                        | 383.881    |            |
| Participación               | Participación                                                      | 19.146.496 | 68.23      |
| Registrados                 | Registrados                                                        | 28.062.218 |            |